# Cantinflas y sus amigos
Amigo and Friends, (Cantinflas Show en Hispanoamérica) es una serie de dibujos animados  educativa para niños basada en la serie animada mexicana, Cantinflas Show de 1969. La caricatura se concentra en una amplia gama de temas destinados a educar a los niños, Amigo es un pequeño personaje mexicano, que sigue las aventuras de educar a través del tiempo y el espacio y llega a visitar a Shakespeare, ver las pirámides antiguas, e incluso viajes a otros planetas. El personaje Amigo de la serie animada es basado en el legendario personaje Cantinflas, interpretado por el actor y comediante mexicano Mario Moreno Reyes. La serie fue creada y producida por Televisa, conocido entonces como Telesistema Mexicano. La empresa también fue responsable de la distribución de la serie en México.
En 1982, Hanna-Barbera Productions, llamó y retituló a la serie en inglés como Amigo and Friends y salió al aire distribuida en todo Estados Unidos. Los dos únicos actores de voz conocidos en la serie fueron John Stephenson que narra cada episodio y Don Messick como Amigo.

## Episodios
- 1.-Alexander Graham Bell
- 2.-El Amazonas
- 3.-Américo Vespucio
- 4.-Energía Atómica
- 5.-Béisbol
- 6.-Canales de Venecia
- 7.-Capitán Cook
- 8.-El Coliseo
- 9.-Las Constelaciones
- 10.-Daniel Boone
- 11.-Don Quijote
- 12.-La Torre Eiffel
- 13.-Ely Whitney
- 14.-El Vaticano
- 15.-Padre Junípero Serra
- 16.-El Rugby
- 17.-Gengis Kan
- 18.-George Washington Carver
- 19.-El Gran Cañón del Colorado
- 20.-La Gran Muralla China
- 21.-El Golf
- 22.-Henry Ford
- 23.-La Línea Internacional del Tiempo
- 24.-James Watt
- 25.-Julio César
- 26.-Faraón Tut
- 27.-Lewis y Clark
- 28.-La Atlántida
- 29-.Luther Burbank
- 30.-Madame Curie
- 31.-Miguel Ángel
- 32.-La Vía Láctea
- 33.-Monte Saint Michael
- 34.-El Monte Everest
- 35.-El Río Nilo
- 36.-Notre Dame
- 37.-El Partenón
- 38.-Picasso
- 39.-Los Planetas
- 40.-Las Pirámides
- 41.-Rembrandt
- 42.-Reglas de Seguridad
- 43.-Simón Bolívar
- 44.-La Estatua de la Libertad
- 45.-El Fútbol
- 46.-El Sol
- 47.-El Tenis
- 48.-La Torre de Londres
- 49.-El Universo
- 50.-El Muro de los Lamentos
- 51.-Yellowstone
- 52.-Yosemite

## Amigo and Friends en otros idiomas
- עמיקו וחבריו (Amiko Ve'Haverav) · עמיקו וחבריו ·  (hebreo)
- 笑星和他的朋友们 (Comediante y sus amigos) · 笑星和他的朋友们 · (chino)
- Амиго приключения около планетата (Amigo priklyucheniya okolo planetata, Las aventuras de Amigo alrededor del mundo) · (ruso)
- Le tour du monde de Cantinflas (El viaje alrededor del mundo de Cantinflas) · (francés)
- Amigo (sueco)
- Pablo (neerlandés)

## Lanzamientos de DVD
- Hay películas disponibles en las tiendas de DVD en español e Inglés.